# The Squawman's Daughter
The Squawman's Daughter è un cortometraggio muto del 1908 diretto da Francis Boggs.

## Trama
Il marito di un'indiana firma un contratto per vendere la sua bella figlia a un desperado, incurante della madre che fa rimostranze. Il desperado tenta di catturare la ragazza, ma la madre interferisce, raccontandole della transazione di cui è stata oggetto. La giovane manda un biglietto al suo innamorato, un cowboy. I due si incontrano e vanno poi dal padre per rimproverarlo. Il vecchio e il suo complice attaccano il giovane che è aiutato dall'innamorata. Ma poi viene catturato dallo sceriffo. La ragazza riesce a scappare per andare nel campo dei cowboy che corrono in soccorso dell'amico. I cattivi sono catturati. Passa un anno, e i due innamorati, che si sono sposati, mostrano felici il loro bambino.

## Produzione
Il film fu prodotto dalla Selig Polyscope Company.

## Distribuzione
Distribuito dalla Selig Polyscope Company, il film - un cortometraggio di 150 metri - uscì nelle sale statunitensi il 7 marzo 1908.